# Midex Airlines
Midex Airlines – linia lotnicza, której siedziba mieściła się Abu Zabi w Zjednoczonych Emiratach Arabskich. Linia funkcjonowała w latach 2007–2015 i koncentrowała się na regularnych przewozach cargo.